# Стасевка (Могилёвская область)

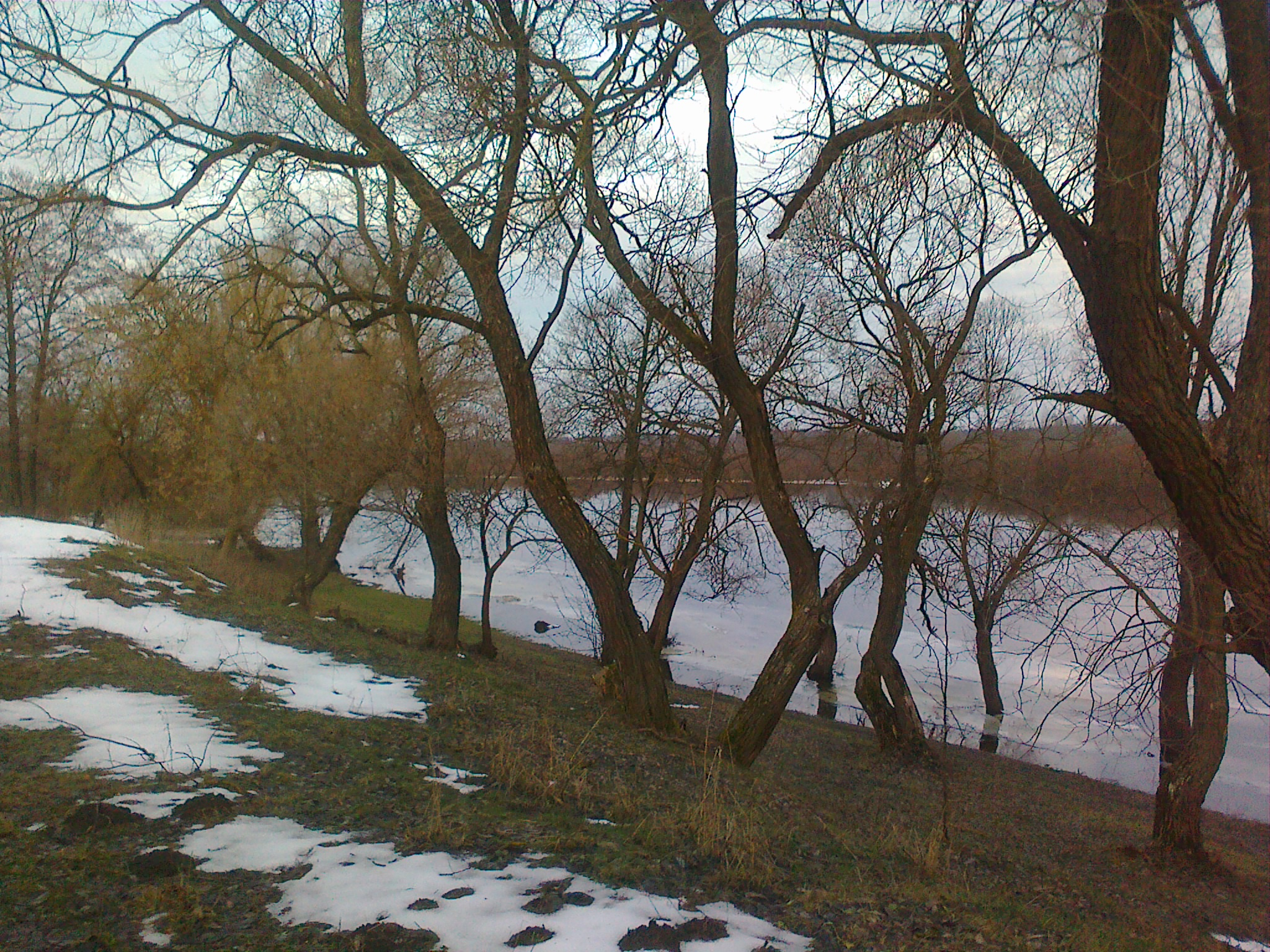
Река Березина, вид с улицы Набережной, деревня Стасевка Бобруйский район

Ста́севка (бел. Стасеўка) — деревня в составе Вишневского сельсовета Бобруйского района Могилёвской области Республики Беларусь.
На территории деревни имеется Фельдшерско-акушерский пункт (ФАП), продовольственный и промтоварный магазины, колхозная ферма, лесопильный цех, тракторная мастерская, складские помещения.

## Географическое положение
Расположена в 20 км южнее города Бобруйска, на реке Березине.

## Население
- 1844 год — 213 человек
- 1897 год — 564 человека
- 1907 год — 919 человек
- 1926 год — 957 человек
- 1999 год — 387 человек
- 2010 год — 254 человека

## Производственная сфера
Основная деятельность населения: работа в сельском хозяйстве, животноводство, натуральное хозяйство, сбор ягод и грибов. Среди жителей сохраняются многие промысловые традиции: плетение корзин, резьба по дереву, ткачество, маслоделие, рыбная ловля и другие.
На территории деревни ранее располагался колхоз имени Фрунзе. В настоящее время действует СПК «Стасевка».

## Транспорт и связь
Автобусное сообщение с Бобруйском: 2 раза в день.
Ранее через Березину ходил канатный паром на другой берег в деревню Углы, Бобруйского района. Однако в связи с малой потребностью в перевозках движение парома было остановлено.

### Мобильная связь
МТС, А1

## Археология
Древние археологические памятники выявлены у реки Березины возле деревень Стасевка, Доманово, Вербки. Возле деревни Стасевка работала археологическая экспедиция, обнаружившая на площади в 90 м² остатки наземного жилища, каменные орудия — наконечники стрел, скребки, резцы, проколки, скобели, части рыболовных и охотничьих снастей, изготовленных примерно за 6 тыс. лет до н. э.

## ПериодXVIII—XIX веков
До 1862 года Стасевка входила в имение помещика Станислава Прушановского, доставшееся тому по наследству от его отца. Кроме Стасевки имение состояло из соседних Красновка, Василевка, Тумаровка, нескольких хуторов и фольварков. Центром имения было село Королевская слобода.
Имение С. Прушановского вместе со Стасевкой было приходом православной церкви во имя Благовещения пресвятой Богородицы, располагавшейся в Королевской слободе.

## Советский период
Вплоть до начала оккупации территории БССР немецко-фашистскими войсками в Стасевке действовал колхоз им. Стасовой. На время Великой Отечественной войны деятельность колхоза приостанавливалась. Председатель колхоза и некоторые колхозники уходили в партизанский отряд, действовавший на территории Бобруйского района и вернулись к мирному труду только после освобождения Беларуси Красной Армией.
С 13 июля 1944 года по решению Первого пленума Продвинского сельского Совета (от 12 июля 1944 года) возобновлена работа всех колхозов названного объединения, в том числе и колхоза им. Стасовой. Председателем в первый послевоенный период стал Кокора Тимофей Андреевич.
Тем же решением в качестве представителя колхоза в сельском совете утвержден Кулик Михаил Андреевич — сын деревенского кузнеца Андрея Федоровича Кулика. Впоследствии М. А. Кулик стал председателем образованного там же колхоза им. Фрунзе.
Колхоз им. Фрунзе создан Постановлениам исполкома Бобруйского районного Совета депутатов трудящихся и Бюро РК КППБ от 18 апреля 1950 года «О мероприятиях по объединению мелких колхозов в районе» путём слияния колхозов «Ударник», «им. Чкалова» и «им. Стасовой».

## Великая Отечественная война
До 22 июля 1941 года в районе деревни проходили тяжёлые бои. Со стороны Рабоче-крестьянской Красной армии в них участвовала 21-я армия, со стороны гитлеровской Германии — 43-й армейский корпус.
Спецоперации: 15 июля 1941 года при участии 21-й армии под командованием генерал-лейтенанта В. М. Герасименко, 487 стрелкового полка и партизанского отряда была сделана неудачная попытка по высадке десанта для захвата переправы и овладения деревней. В операции участвовали суда Березинского отряда Пинской речной флотилии Красной Армии (мониторы «Винница», «Витебск», «Житомир» и пять бронекатеров). В результате операции был потерян монитор «Винница» и 2 бронекатера; со стороны германии было потеряно два 76-мм орудия, свыше ста солдат и офицеров.
27-30 июня 1944 во время проведении операции под названием «Бобруйский котёл» в районе деревни Стасевка и соседней деревни Доманово была организована переправа соединений Красной Армии. За почти трое суток удалось переправить 7 полноценных дивизий (66 тыс. человек, 1500 орудий и минометов, 7000 лошадей, сотни автомашин, тысячи повозок). Переправу организовали 28 кораблей (12 сторожевых, 6 бронекатеров, 10 тральщиков) и трофейные баржи.

## Образование
В 1913 году в деревне открыто земское народное училище (учитель Анастасия Сердюкова). После Октябрьской революции на базе народного училища создана трудовая школа 1-й ступени. В 1925 году в школе занимались 88 учеников, действовали хоровой и драматический кружки. В 1926 году для школы построено новое помещение. В 1932 году для школы возведено дополнительное здание.

## Достопримечательности
Деревня расположена в живописном месте и знаменита в районе своей близостью к ягодным (черника, голубика, земляника, малина) и грибным (груздь белый, рыжик, белый гриб и др.) местам, возможностями для рыбалки.
В прилежащих лесах до сих пор можно увидеть заметные следы боев, происходивших в 1944 году во время освобождения Беларуси от немецко-фашистской оккупации. Остатки окопов, снарядные воронки, искорёженный металл боевой техники. Все это напоминает о том, что Бобруйский район в решающий период Великой Отечественной войны стал важнейшим плацдармом на котором ковалась наша победа.